# Kim DeMulder
Kim DeMulder (Silver Spring, Maryland, 16 de abril de 1955) es un historietista estadounidense conocido por su labor como entintador para diversos títulos de DC y Marvel.

## Carrera
Kim DeMulder es un artista de cómics, además de pintor, que ha permanecido en la industria durante cerca de 30 años, conocido principalmente por su labor como entintador, tanto para DC como Marvel, llegando a entintar miles de páginas en diferentes editoriales. Afirma que sus grandes influencias son artistas como Frank Frazetta, Alex Raymond y Hal Foster. A lo largo de su carrera también llegó a firmar su trabajo como Kim De Mulder, separando su apellido. 
Comenzó su carrera a finales de 1979, tras haber asistido dos años a la Joe Kubert School, con la esperanza de poder vivir de su pasión: el dibujo. Uno de sus primeros trabajos consistió en entintar los lápices de Don Perlin en The Defenders, para Marvel Comics. También trabajço en títulos como The New Mutants, Daredevil y Dreadstar, para Marvel, o Batman, Action Comics, Ghosts y Sgt. Rock, para DC, entre otros muchos.
Desde septiembre de 1989 hasta la fecha, DeMulder trabaja como instructor de arte en la Joe Kubert School of Cartoon and Graphic Art, Inc.. Actualmente vive en el estado de Nueva York.